# Кальдбакюр (Аднар-фьорд)
Кальдбакюр (исл. Kaldbakur) — гора в регионе Вестфирдир на северо-западе Исландии.
Кальдбакюр находится примерно посередине местности между Аднар-фьордом и Дюра-фьордом. Возвышаясь над долиной Хёйкадалюр (исл. Haukadalur), данная гора достигает высоты 998 м и является самой высокой в регионе.
К югу расположены очень крутые горы, образовавшиеся в течение Ледникового периода и принадлежащие к древней вулканической системе. В данной местности сохранились остатки потухшего вулкана Тьяльданес.
К горе можно подняться от Аднар-фьорда по долине Фоссдалюр (исл. Fossdalur). С вершины можно увидеть горы западной части Вестфирдира и
Снайфедльснес.